# Academia Nacional de Engenharia dos Estados Unidos
A Academia Nacional de Engenharia dos Estados Unidos (em inglês:  National Academy of Engineering) (NAE) é uma instituição privada sem fins lucrativos, fundada em 1964, no mesmo ato congressual que resultou na fundação da Academia Nacional de Ciências dos Estados Unidos. A eleição para a NAE é considerada a maior conquista nos campos relativos à engenharia e frequentemente é um reconhecimento ao valor de uma vida de realizações. A NAE é parte das Academias Nacionais dos Estados Unidos, que também inclui:
- Academia Nacional de Ciências dos Estados Unidos (NAS)
- Institute of Medicine (IOM)
- United States National Research Council (NRC)